# Wei Sijia
Wei Sijia (魏思佳S, Wei SijiaP; Cina, 3 dicembre 2003) è una tennista cinese.

## Biografia
Wei Sijia ha vinto 10 titoli in singolare e 11 titoli in doppio nel circuito ITF in carriera. Il 27 gennaio 2025 ha raggiunto il best ranking in singolare raggiungendo la 116ª posizione mondiale, mentre il 17 luglio 2023 ha raggiunto la 257ª posizione in doppio.
Fa parte della squadra cinese di Fed Cup a partire dal 2024, dove ha un bilancio complessivo di 1 vittoria e 1 sconfitta.
Nei tornei del Grand Slam, è stata eliminata nell'ultimo turno delle qualificazioni agli Australian Open 2024, mentre ha raggiunto il secondo turno delle qualificazioni al Roland Garros 2024, Wimbledon 2024 e US Open 2024.
Ha fatto il suo debutto nel circuito maggiore al Guangzhou International Women's Open 2019, grazie ad una wildcard per le qualificazioni, sconfitta nel primo turno dalla connazionale Wang Xiyu. Nel 2023, dopo svariati successi nel circuito ITF, Wei si affaccia sui tornei maggiori e prende parte nelle qualificazioni nei tornei di Guangzhou, Ningbo, Pechino e Zhengzhou, dove esce sempre sconfitta nel primo turno. Si rifà a Nanchang dove riesce a superarle e ottiene il suo primo incontro in un main draw, dove ne esce sconfitta da Kimberly Birrell.
Nel 2024, dopo aver scalato le classifiche e ad aver preso parte a tutti i tabelloni di qualificazioni dei Grand Slam con discreti risultati, gioca un buon finale di stagione. Accede nel tabellone principale al Thailand Open 2 dopo aver superato le qualificazioni, dove è sconfitta all'esordio dalla connazionale Gao Xinyu. Continua con una vittoria sulla romena Elena-Gabriela Ruse nel WTA 1000 di Pechino, e nel turno seguente cede alla numero 12 del mondo Beatriz Haddad Maia dopo averla impegnata in due parziali. Dopo aver fallito le qualificazioni nei tornei di Wuhan e Ningbo, Sijia torna al successo nel torneo di Guangzhou dove estromette all'esordio Rebecca Šramková, una delle tenniste più in forma del momento; al secondo turno, si deve arrendere a Wang Xiyu dopo una lotta estrema che si chiude 5-7 al terzo set per la rivale. Disputa un buon torneo anche a Jiujiang, dove elimina la giapponese Mai Hontama e al turno seguente affronta in un rematch la Šramková, dove stavolta prevale la slovacca.

## Circuito WTA 125

### Singolare

#### Sconfitte (1)
| N. | Data           | Torneo                           | Superficie | Avversaria in finale | Punteggio |
| 1. | 4 gennaio 2025 | Canberra International, Canberra | Cemento    | Aoi Itō              | 4-6, 3-6  |

## Statistiche ITF

### Singolare

#### Vittorie (10)
| Torneo $100.000 (0) |
| Torneo $80.000 (0)  |
| Torneo $60.000 (1)  |
| Torneo $40.000 (1)  |
| Torneo $25.000 (2)  |
| Torneo $15.000 (6)  |

| N.  | Data              | Torneo                                 | Superficie  | Avversaria in finale  | Punteggio        |
| 1.  | 26 giugno 2022    | Magic Tours, Monastir                  | Cemento     | Eri Shimizu           | 6-3, 6-3         |
| 2.  | 7 agosto 2022     | Magic Tours, Monastir                  | Cemento     | Yao Xinxin            | 4–6, 7–6(3), 6–4 |
| 3.  | 4 settembre 2022  | Magic Tours, Monastir                  | Cemento     | Bai Zhuoxuan          | 6-1, 6-4         |
| 4.  | 11 settembre 2022 | Magic Tours, Monastir                  | Cemento     | Li Zongyu             | 6-3, 6-1         |
| 5.  | 2 ottobre 2022    | Magic Tours, Monastir                  | Cemento     | Yao Xinxin            | 6-3, 6-2         |
| 6.  | 9 ottobre 2022    | Magic Tours, Monastir                  | Cemento     | Kyoka Kubo            | 6-2, 6-0         |
| 7.  | 5 marzo 2023      | Engie Open de Touraine, Joué-lès-Tours | Cemento (i) | Bai Zhuoxuan          | 6-4, 7-6(5)      |
| 8.  | 7 aprile 2024     | Kashiwa Open, Kashiwa                  | Cemento     | Lee Ya-hsuan          | 6-1, 7-5         |
| 9.  | 21 luglio 2024    | Women's Tianjin, Tientsin              | Cemento     | Hina Inoue            | 6(4)-7, 6-2, 6-3 |
| 10. | 4 agosto 2024     | Lexington Challenger, Lexington        | Cemento     | Mananchaya Sawangkaew | 7-5, 6-4         |

#### Sconfitte (5)
| Torneo $100.000 (1) |
| Torneo $80.000 (0)  |
| Torneo $60.000 (0)  |
| Torneo $40.000 (2)  |
| Torneo $25.000 (1)  |
| Torneo $15.000 (1)  |

| N. | Data             | Torneo                                | Superficie | Avversaria in finale | Punteggio        |
| 1. | 28 agosto 2022   | Magic Tours, Monastir                 | Cemento    | Li Zongyu            | 4-6, 3-6         |
| 2. | 13 agosto 2023   | Kunming Open, Anning                  | Cemento    | Gao Xinyu            | 3-6, 6(2)-7      |
| 3. | 29 ottobre 2023  | Women's Qiandaohu, Qiandaohu          | Cemento    | Anastasija Gur'eva   | 6–2, 6(6)-7, 3–6 |
| 4. | 14 aprile 2024   | Shenzhen Guangming Open, Shenzhen     | Cemento    | Gao Xinyu            | 4-6, 4-6         |
| 5. | 24 novembre 2024 | Takasaki International Open, Takasaki | Cemento    | Aoi Itō              | 5-7, 4-6         |

### Doppio

#### Vittorie (11)
| Torneo $100.000 (0) |
| Torneo $80.000 (0)  |
| Torneo $60.000 (1)  |
| Torneo $40.000 (1)  |
| Torneo $25.000 (0)  |
| Torneo $15.000 (9)  |

| N.  | Data            | Torneo                         | Superficie | Compagna            | Avversaria in finale                  | Punteggio        |
| 1.  | 14 maggio 2022  | Magic Tours, Monastir          | Cemento    | Kristina Paskauskas | Liu Fangzhou Wang Meiling             | 6-3, 7-6(4)      |
| 2.  | 21 maggio 2022  | Magic Tours, Monastir          | Cemento    | Yao Xinxin          | Mei Hasegawa Chihiro Takayama         | 6-1, 6-1         |
| 3.  | 28 maggio 2022  | Magic Tours, Monastir          | Cemento    | Yao Xinxin          | Valeria Koussenkova Milana Žabrailova | 6-3, 6-3         |
| 4.  | 4 giugno 2022   | Magic Tours, Monastir          | Cemento    | Kristina Paskauskas | Ashmitha Easwaramurthi Mei Hasegawa   | 6-1, 6-2         |
| 5.  | 11 giugno 2022  | Magic Tours, Monastir          | Cemento    | Yao Xinxin          | Abigail Amos Arabella Koller          | 6-0, 6-1         |
| 6.  | 25 giugno 2022  | Magic Tours, Monastir          | Cemento    | Yao Xinxin          | Yuka Hosoki Eri Shimizu               | 6-3, 6-3         |
| 7.  | 23 luglio 2022  | Magic Tours, Monastir          | Cemento    | Priska Nugroho      | Back Da-yeon Jeong Bo-young           | 6-4, 6-1         |
| 8.  | 30 luglio 2022  | Magic Tours, Monastir          | Cemento    | Priska Nugroho      | Anastasija Gur'eva Michaela Laki      | 6–2, 4–6, [10–5] |
| 9.  | 15 ottobre 2022 | Open Feu Aziz Zouhir, Monastir | Cemento    | Priska Nugroho      | Isabelle Haverlag Suzan Lamens        | 6-3, 6-2         |
| 10. | 29 ottobre 2022 | Magic Tours, Monastir          | Cemento    | Elena Milovanović   | Feryel Ben Hassen Gina Feistel        | 6-4, 6-1         |
| 11. | 10 giugno 2023  | La Marsa Open, La Marsa        | Cemento    | Marija Kozyreva     | Hiroko Kuwata Kateryna Volodko        | 5-7, 6-4, [10-6] |

#### Sconfitte (2)
| Torneo $100.000 (0) |
| Torneo $80.000 (0)  |
| Torneo $60.000 (0)  |
| Torneo $40.000 (0)  |
| Torneo $25.000 (1)  |
| Torneo $15.000 (1)  |

| N. | Data           | Torneo                                 | Superficie | Compagna          | Avversaria in finale                 | Punteggio           |
| 1. | 8 ottobre 2022 | Magic Tours, Monastir                  | Cemento    | Priska Nugroho    | Lee Ya-Hsin Tsao Chia-yi             | 6-1, 1-6, [3-10]    |
| 2. | 3 giugno 2023  | La Marsa Women's Tennis Tour, La Marsa | Cemento    | Isabella Šinikova | Anastasija Gasanova Ekaterina Jašina | 5-7, 7–6(1), [9-11] |